# Unbreakable Tour
L'Unbreakable Tour è una serie di concerti tenutisi tra il 2008 e il 2009 della band statunitense dei Backstreet Boys. È stato il primo tour senza il membro Kevin Richardson, anche se ha fatto una breve apparizione in una delle date finali del tour a Los Angeles.

## Scaletta
- Larger Than Life
- Everyone
- Any Other Way
- You Can Let Go
- Unmistakable
- I Want It That Way
- Howie Dorough - She's Like the Sun (brano tratto dall'album solista)
- Show Me the Meaning of Being Lonely
- More Than That
- Helpless When She Smiles (ad eccezione delle date americane)
- Unsuspecting Sunday Afternoon (cantata alla fine dello show nelle date asiatiche)
- Trouble Is
- Incomplete
- A.J. McLean - Drive By Love (Canzone dall'album solista)
- Nick Carter assolo di batteria - con il sottofondo di Satisfaction di Benny Benassi (non incluso nelle date americane)
- Panic
- Everything But Mine (cantata solo nella prima data del tour a Tokyo in Giappone, il 16 febbraio 2008, poi improvvisamente rimossa dalla scaletta).
- Nick Carter - Blow Your Mind/I Got You (Canzoni dall'album solista Now or Never)
- Quit Playin' Games (With My Heart)
- As Long as You Love Me
- All I Have to Give
- I'll Never Break Your Heart/Nunca te haré llorar (Solo in Messico)
- Inconsolable
- Brian Littrell - Welcome Home (You) (Canzone dell'album solista Welcome Home)
- The One
- Treat Me Right
- The Call (Versione remix dei Neptunes)
- Everybody (Backstreet's Back)

## Pre-concerto
Girlicious (Prima parte del tour dell'America settentrionale)

Donnie Klang (Seconda parte del tour dell'America settentrionale)

Divine Brown (Seconda parte del tour del Canada)

## Date del tour
L'Unbreakable Tour è iniziato il 16 febbraio 2008 ed è terminato il 17 marzo 2009. Nella prima parte del viaggio i Backstreet Boys si sono dedicati all'Asia (16 febbraio 2008 - 10 marzo 2008), nella seconda all'Europa, (2 aprile 2008 - 22 maggio 2008), toccando tra l'altro anche l'Italia per ben tre date, la terza all'Africa (13 - 17 giugno 2008) e la quarta ed ultima parte all'America (29 luglio 2008 - 17 marzo 2009).

### Asia
- 16 febbraio: Tokyo, Giappone (Tokyo Dome)
- 17 febbraio: Tokyo, Giappone (Tokyo Dome)
- 20 febbraio: Brisbane, Australia
- 22 febbraio: Sydney, Australia (Acer Arena)
- 23 febbraio: Melbourne, Australia (Rod Laver Arena)
- 25 febbraio: Giacarta, Indonesia
- 27 febbraio: Kuala Lumpur, Malaysia
- 29 febbraio: Hong Kong, Hong Kong
- 2 marzo: Taipei, Taiwan
- 4 marzo: Nanjing, Cina
- 6 marzo: Hangzhou, Cina
- 8 marzo: Seul, Corea del Sud
- 10 marzo: Singapore, Singapore

### Europa
- 2 aprile: Stoccarda, Germania
- 3 aprile: Monaco di Baviera, Germania
- 4 aprile: Lipsia, Germania
- 6 aprile: Rotterdam, Paesi Bassi "Ahoy"
- 8 aprile: Berlino, Germania
- 9 aprile: Amburgo, Germania
- 11 aprile: Ballerup, Danimarca
- 12 aprile: Oslo, Norvegia
- 14 aprile: Stoccolma, Svezia
- 16 aprile: Helsinki, Finlandia
- 19 aprile: Zurigo, Svizzera
- 20 aprile: Padova, Italia
- 21 aprile: Francoforte, Germania
- 23 aprile: Madrid, Spagna (Palacio de los deportes)
- 25 aprile: Lisbona, Portogallo (Pavilhão Atlântico)
- 27 aprile: Barcellona, Spagna (Pavelló Olimpic Badalona)
- 29 aprile: Milano, Italia
- 30 aprile: Roma, Italia (PalaLottomatica)
- 2 maggio: Oberhausen, Germania
- 3 maggio: Lussemburgo (Sospesa)
- 4 maggio: Bruxelles, Belgio
- 7 maggio: Liverpool, Regno Unito
- 8 maggio: Birmingham, Regno Unito
- 11 maggio: Glasgow, Scozia
- 12 maggio: Belfast, Irlanda del Nord
- 14 maggio: Londra, Inghilterra (O2 arena)
- 17 maggio: Riga, Lettonia (Arena Riga)
- 19 maggio: Tallinn, Estonia (Saku Suurhall Arena)
- 20 maggio: Vilnius, Lituania (Siemens Arena)
- 21 maggio: Mosca, Russia (Olympic Stadium)
- 22 maggio: San Pietroburgo, Russia (Ice Palace)

### Africa
- 13 giugno: Sun City, Sudafrica
- 14 giugno: Sun City, Sudafrica
- 15 giugno: Sun City, Sudafrica
- 17 giugno: Città del Capo, Sudafrica

### America

#### America settentrionale
- 29 luglio: St. John's, Terranova, Canada (Mile One Stadium)
- 30 luglio: St. John's, Terranova, Canada (Mile One Stadium)
- 1º agosto: Moncton, Nuovo Brunswick, Canada (Moncton Coliseum)
- 2 agosto: Halifax, Nuova Scozia, Canada (Metro Centre)
- 4 agosto: Ottawa, Ontario, Canada (Scotiabank Place)
- 5 agosto: Montréal, Quebec, Canada (Bell Centre)
- 7 agosto: Toronto, Ontario, Canada (Molson Amphitheatre)
- 8 agosto: Detroit, MI, USA (DTE Energy Music Theatre)
- 9 agosto: Dayton, OH, USA (Fraze Pavilion)
- 10 agosto: Indianapolis, IN, USA (Indiana State Fair)
- 12 agosto: Louisville, KY, USA (Caeser's Indiana Casino)
- 13 agosto: Atlantic City, NJ, USA (House of Blues)
- 14 agosto: Uncasville, CT, USA (Mohegan Sun Arena)
- 15 agosto: Atlantic City, NJ, USA (House of Blues)
- 16 agosto: Gilford, NH, USA (Meadowbrook US Cellular Pavilion)
- 18 agosto: Vienna, VA, USA (Wolf Trap Filene Center)
- 20 agosto: Atlanta, GA, USA (Chastain Park Amphitheater)
- 22 agosto: Bloomington, IL, USA (US Cellular Coliseum)
- 23 agosto: St Paul, MN, USA (Minnesota State Fair)
- 25 agosto: Highland Park, IL, USA (Ravinia)
- 26 agosto: Sudbury, Ontario, Canada (Sudbury Arena)
- 27 agosto: Sault Ste. Marie, Ontario, Canada (Essar Centre)
- 30 agosto: Regina, Saskatchewan, Canada (Brandt Centre)
- 31 agosto: Edmonton, Alberta, Canada (Rexall Place)
- 2 settembre: Calgary, Alberta, Canada (Pengrowth Saddledome)
- 4 settembre: Vancouver, Columbia Britannica, Canada (GM Place)
- 5 settembre: Victoria, Columbia Britannica, Canada (Save On Foods Memorial Centre)
- 6 settembre: Seattle, WA, USA (Marymoor Park)
- 30 ottobre: Reading, PA (Sovereign Center)
- 31 ottobre: Montclair, NJ (Wellmont Theatre)
- 1º novembre: Wilkes Barre, PA (Wachovia Arena)
- 2 novembre: Wallingford, CT (Cheverolet Theatre)
- 4 novembre: Quebec City, QC (Pavilion De La Jeunesse)
- 5 novembre: Chicoutimi, QC (Centre-Georges-Vezina)
- 6 novembre: Sherbooke, QC (Palais Des Sports)
- 8 novembre: London, ON (John Labatt Center)
- 9 novembre: Hamilton, ON (Copps Coliseum)
- 12 novembre: Winnipeg, MB (MTS Centre)
- 13 novembre: Saskatoon, SK (Saskatoon Credit Union Centre)
- 15 novembre: Grand Prairie, AB (Grand Prairie Canada Games Arena)
- 16 novembre: Prince George, BC (CN Center)
- 17 novembre: Kamloops, BC (Kamloops Interior Savings Centre)
- 19 novembre: Nampa, ID (The Idaho Center) - (Cancellato)[1]
- 21 novembre: Phoenix, AZ (Dodge Theatre) - (Cancellato)
- 22 novembre: Las Vegas, NV (The Palms)
- 23 novembre: Los Angeles, CA (Hollywood Palladium)

#### America Latina
- 21 febbraio 2009: San Juan, Porto Rico (Coliseo De Puerto Rico)
- 25 febbraio 2009: Lima, Perù (Explanada Estadio Monumental)
- 27 febbraio 2009: Caracas, Venezuela (Estacionamiento del C.C.C.T)
- 1º marzo 2009: Santiago del Cile, Cile (Movistar Arena)
- 3 marzo 2009: Buenos Aires, Argentina (Luna Park)
- 5 marzo 2009: San Paolo, Brasile (Brazil Estacionamento do Credicard Hall)
- 7 marzo 2009: Rio de Janeiro, Brasile (Brazil Citibank Hall)
- 12 marzo 2009: Monterrey, Messico
- 14 marzo 2009: Puebla, Messico
- 15 marzo 2009: Guadalajara, Messico
- 17 marzo 2009: Città del Messico, Messico

## DVD
Durante la tappa londinese dello show, è stato registrato un DVD live. . Lo show è stato poi trasmesso su VH1 il 31 ottobre 2008, ma durante la trasmissione sono stati rimossi tutti gli assoli eseguiti dai quattro Backstreet Boys.